# قانون الطوارئ في سوريا
قانون الطوارئ في سوريا: عرفت سوريا قانون الطوارئ منذ عهد الانتداب الفرنسي أواسط عشرينيات القرن العشرين، ثم صدرت مجموعة أخرى من القوانين، لكن أبرزها وآخرها المرسوم التشريعي رقم 51 الصادر في 22 كانون الأول / ديسمبر 1962. وبموجب هذا القانون أعلنت في سوريا حالة الطوارئ إثر انقلاب عسكري قاده حزب البعث العربي الاشتراكي في 8 آذار / مارس 1963 حيث أعلنت الأحكام العرفية بالأمر العسكري رقم 2، وتم إنهاء حالة الطوارئ في 21 نيسان / أبريل 2011.
وعند إعلان حالة الطوارئ يسمى رئيس مجلس الوزراء حاكماً عرفياً وتوضع تحت تصرفه جميع قوى الأمن الداخلي والخارجي ويمنح الكثير من الصلاحيات.
وتجيز المادة 4 من القانون للحاكم العرفي أو نائبه وضع قيود على حرية الأشخاص في الاجتماع والإقامة والتنقل والمرور في أوقات معينة، ومراقبة الصحف والنشرات والمؤلفات وغيرها، وأن يحيل المخالفين إلى المحاكم العسكرية.

## قانون الطوارئ
حالة الطوارئ: هي نظام استثنائي محدد في الزمان والمكان تعلنه الحكومة، لمواجهة ظروف طارئة وغير عادية تهدد البلاد أو جزءاً منها وذلك بتدابير مستعجلة وطرق غير عادية في شروط محددة ولحين زوال التهديد (3). في التشريعات الدولية، المتعلقة بهذا الموضوع، يرد دائماً نص يؤكد على ضرورة وأهمية تحديد الحالة في المكان والزمان، وتقيد بشروط حازمة، للحد من العسف التي قد تمارسه السلطات العرفية أو التنفيذية أو الإدارية، إزاء هذه الحالة، تحت طائلة البطلان وفقدان المشروعية، والخضوع للمساءلة القانونية والمحاسبة القضائية، لأن حالة الطوارئ حالة استثنائية وتشكل خطراً جدياً على حريات المواطنين وكرامتهم.

## الاحتجاجات السورية 2011
مع اندلاع الاحتجاجات في سوريا يوم 15 آذار / مارس 2011 وسقوط عشرات الضحايا، برزت إلى السطح المطالب القديمة بإلغاء حالة الطوارئ في البلاد، وأعلنت المستشارة السياسية والإعلامية للرئيس السوري بثينة شعبان في الرابع والعشرين من هذا الشهر أن قرار رفع قانون الطوارئ قد اتخذ.
وفي حال الاستجابة لمطالب السوريين برفع حالة الطوارئ، يفترض وقف التدابير الاستثنائية ورفع القيود على حرية الأشخاص أو توقيفهم احتياطيا، وأيضا وقف الرقابة على وسائل الإعلام وغيرها، لكن مع ذلك فإن القضايا المنظورة أمام المحاكم العسكرية ستبقى كما هي وفق المادة 11 من قانون الطوارئ.
أما عن كيفية إنهاء حالة الطوارئ فتقول المادة العاشرة من القانون «يكون إنهاء حالة الطوارئ من قبل السلطة المختصة بإعلانها»، والسلطة المختصة منصوص عليها في المادة الثانية ونصها «تعلن حالة الطوارئ بمرسوم يتخذ في مجلس الوزراء المنعقد برئاسة رئيس الجمهورية وبأكثرية ثلثي أعضائه على أن يعرض على مجلس النواب في أول اجتماع له».

## نقد
تعد حالة الطوارئ في سوريا محل انتقاد الحقوقيين الذين يرون أنها غير قانونية أو دستورية لجملة أسباب منها أن حالة الطوارئ الحالية صدرت في حينه عن مجلس قيادة الثورة وليس عن طريق مجلس الوزراء كما ينص الدستور السوري، الذي أصبح نافذا بعد أكثر من عشرة أعوام على إعلان حالة الطوارئ.
ويقول حقوقيون سوريون إن المحاكم العسكرية والميدانية المشكلة وفقا لحالة الطوارئ قامت بمحاكمة مدنيين، مشيرة إلى تقديرات باختفاء نحو 17 ألف مواطن سوري، وتعذيب الآلاف منذ إعلان حالة الطوارئ.
وتشير دراسة سابقة لرئيس جمعية حقوق الإنسان في سوريا المحامي هيثم المالح نشرت في 2003 إلى عدم وجود نص قانوني يحدد اختصاص السلطة العسكرية والقضاء العسكري في حالة إعلان الإدارة العرفية. ويرى المحامي المالح أن حالة الطوارئ انقضت فعليا بمرور الزمن وانقضاء الحالة التي أعلنت من أجلها، وهي تغيير السلطة الذي تم في الثامن من مارس 1963 على يد أفراد القوات المسلحة، مضيفا أن حالة الطوارئ في سوريا تعتبر غير نافذة واقعيا ودستوريا.
وترصد الدراسة جملة من الآثار السلبية لحالة الطوارئ على حقوق الإنسان نذكر منها: انعدام ممارسة السلطة القضائية لأية صلاحية بصدد الاعتقالات، ومراقبة الاتصالات الهاتفية والبريدية، ومنع المحكومين بعد الإفراج عنهم من الحصول على جوازات سفر بأوامر الأجهزة الأمنية، وطغيان الأجهزة الأمنية والرعب، وإلغاء حصانة الملكية الفردية، ومصادرة الآلاف من دور السكن بحجة الأمن.